# (17022) Huisjen
(17022) Huisjen est un astéroïde de la ceinture principale.

## Description
(17022) Huisjen est un astéroïde de la ceinture principale. Il fut découvert le 18 février 1999 à la station Anderson Mesa par le programme LONEOS. Il présente une orbite caractérisée par un demi-grand axe de 2,46 UA, une excentricité de 0,19 et une inclinaison de 4,2° par rapport à l'écliptique.

## Compléments